# Rejectaria atrax
Rejectaria atrax är en fjärilsart som beskrevs av Paul Dognin 1891. Rejectaria atrax ingår i släktet Rejectaria och familjen nattflyn. Inga underarter finns listade.